# 中國駐尼日利亞大使館
中华人民共和国驻尼日利亚联邦共和国大使馆（英語：Embassy of the People's Republic of China in the Federal Republic of Nigeria），简称中国驻尼日利亚大使馆，是中华人民共和国在尼日利亚的官方外交代表机构。位于尼日利亚首都阿布贾的302-303 A.O.中央地区。除了大使馆本馆以外，中华人民共和国政府也在尼日利亚第一大城市拉各斯设立了总领事馆。

## 歷史
中國與尼日利亞于1971年2月10日建交，隨即在对方首都互设大使馆。
驻尼日利亚大使馆曾兼辖对断交国利比里亚的相关事务。

## 机构设置
根据有关规定，中国驻尼日利亚大使馆设置下列机构：

### 内设机构
- 政治处
- 经商处
- 文化处
- 领侨处
- 武官处
- 办公室

### 总领事馆
- 中国驻拉各斯总领事馆

## 外部連結
- 中华人民共和国驻尼日利亚联邦共和国大使馆官方网站（简体中文）（英文）
- 中國駐尼日利亞大使館的Facebook專頁
- 中國駐尼日利亞大使館的X（前Twitter）